# Beatricella aemula
Beatricella aemula is een eenoogkreeftjessoort uit de familie van de Miraciidae. De wetenschappelijke naam van de soort is voor het eerst geldig gepubliceerd in 1893 door Scott T..